# Concerto pour violon et piano (Mozart)

Le Concerto pour violon et piano en ré majeur KV. Anh. 56/315f, de Wolfgang Amadeus Mozart est une composition inachevée écrite à Mannheim en 1778. Le concerto devait être composé pour une Academie des Amateurs qui devait avoir lieu dans cette ville. Mozart devait lui-même jouer la partie soliste du piano, tandis que Ignaz Fränzl, premier violon de l'orchestre de Mannheim, aurait joué la partie soliste du violon.

## Historique
Mozart a seulement écrit les cent vingt premières mesures du premier mouvement, dont seules les soixante-quatorze premières sont complètement orchestrées. Alfred Einstein considère que l'œuvre a été abandonnée à cause de la dissolution de l'orchestre de Mannheim. Mais cette dissolution est intervenue avant cette date, lorsque le prince-électeur est parti à Munich. De nombreux membres de l'orchestre l'ont suivi, de telle sorte que l'Academie des Amateurs a remplacé l'orchestre de Mannheim.
L'explication la plus probable de l'arrêt de la composition est que Mozart est parti de Mannheim en décembre 1778, peut-être parce que l'Academie n'a pas commencé aussi tôt qu'il le pensait initialement. En tout cas, on ne connaît pas la raison pour laquelle Mozart s'est arrêté de travailler à ce concerto durant son voyage de retour à Salzbourg.